# 黒崎北ランプ
黒崎北ランプ（くろさききたランプ）は、福岡県北九州市八幡西区にある国道3号（黒崎バイパス）のランプである。

## 道路
- 国道3号（黒崎バイパス）

## 接続する道路
- 北九州市道

## 歴史
- 2008年10月25日 : 当ランプ-陣原ランプ間開通に伴い供用開始
- 2012年3月30日 : 前田ランプ-当ランプ間開通、当ランプ-皇后崎ランプ間4車線化

## 周辺
- 黒崎駅（JR鹿児島本線）
- クロサキメイト
- 井筒屋 黒崎店
- セブン-イレブン 八幡黒崎城石店
- 安川電機 本社・八幡西事業所
- DNPプレシジョンデバイス 黒崎第二工場

## 隣
黒崎バイパス
前田ランプ - 黒崎北ランプ - 皇后崎ランプ